# Élections législatives de 1962 en Indre-et-Loire
Les élections législatives françaises de 1962 se déroulent les 18 et 25 novembre 1962. Dans le département d'Indre-et-Loire, quatre députés sont à élire dans le cadre de quatre circonscriptions.

## Élus
| Circonscription | Député sortant       | Parti | Parti | Député élu ou réélu  | Parti | Parti        |
| --------------- | -------------------- | ----- | ----- | -------------------- | ----- | ------------ |
| 1re             | Jean Royer           |       | CRR   | Jean Royer           |       | app. UNR-UDT |
| 2e              | Louis Jouhanneau     |       | UNR   | Pierre Lepage        |       | UNR-UDT      |
| 3e              | Gilbert Buron        |       | UNR   | Fernand Berthouin    |       | Radsoc       |
| 4e              | André-Georges Voisin |       | UNR   | André-Georges Voisin |       | UNR-UDT      |

## Résultats

### Résultats à l'échelle du département
| Parti          | Parti                                          | Premier tour | Premier tour | Second tour | Second tour | Sièges |
| Parti          | Parti                                          | Voix         | %            | Voix        | %           | Sièges |
| -------------- | ---------------------------------------------- | ------------ | ------------ | ----------- | ----------- | ------ |
|                | Union pour la nouvelle République (UDT)        | 74 971       | 50,54        | 38 185      | 48,15       | 3      |
|                | Modérés                                        | 2 232        | 1,50         | Retrait     | Retrait     | 0      |
|                | Majorité présidentielle                        | 77 203       | 52,04        | 38 185      | 48,15       | 3      |
|                |                                                |              |              |             |             |        |
|                | Centre national des indépendants et paysans    | 4 851        | 3,27         | 7 697       | 9,70        | 0      |
|                | Centre républicain                             | 1 727        | 1,16         | Retrait     | Retrait     | 0      |
|                | Centre démocratique                            | 6 578        | 4,43         | 7 697       | 9,70        | 0      |
|                |                                                |              |              |             |             |        |
|                | Parti communiste français                      | 28 607       | 19,28        | 9 761       | 12,31       | 0      |
|                | Parti radical                                  | 21 905       | 14,77        | 23 667      | 29,84       | 1      |
|                | Section française de l'Internationale ouvrière | 9 285        | 6,26         | Retrait     | Retrait     | 0      |
|                | Parti socialiste unifié                        | 2 962        | 2,00         | Retrait     | Retrait     | 0      |
|                | Extrême droite                                 | 1 066        | 0,72         |             |             | 0      |
|                | Divers                                         | 735          | 0,50         | 0           |             |        |
|                |                                                |              |              |             |             |        |
| Inscrits       | Inscrits                                       | 237 296      | 100,00       | 112 374     | 100,00      | 4      |
| Abstentions    | Abstentions                                    | 83 084       | 35,01        | 30 385      | 27,04       |        |
| Votants        | Votants                                        | 154 212      | 64,99        | 81 989      | 72,96       |        |
| Blancs et nuls | Blancs et nuls                                 | 5 871        | 3,81         | 2 679       | 3,27        |        |
| Exprimés       | Exprimés                                       | 148 341      | 96,19        | 79 310      | 96,73       |        |

### Résultats par circonscription

#### Première circonscription (Tours)
|                | Jean Royer sortant réélu | app. UNR-UDT   | 26 975 | 62,28  |  |  |  |
|                | Marcel Longuet           | PCF            | 10 207 | 23,57  |  |  |  |
|                | André Quénard            | SFIO           | 6 129  | 14,15  |  |  |  |
|                |                          |                |        |        |  |  |  |
| Inscrits       | Inscrits                 | Inscrits       | 65 438 | 100,00 |  |  |  |
| Abstentions    | Abstentions              | Abstentions    | 21 164 | 32,34  |  |  |  |
| Votants        | Votants                  | Votants        | 44 274 | 67,66  |  |  |  |
| Blancs et nuls | Blancs et nuls           | Blancs et nuls | 963    | 2,18   |  |  |  |
| Exprimés       | Exprimés                 | Exprimés       | 43 311 | 97,82  |  |  |  |

#### Deuxième circonscription (Langeais - Château-Renault)
| Candidat       | Candidat           | Parti          | Premier tour | Premier tour | Second tour | Second tour |  |
| Candidat       | Candidat           | Parti          | Voix         | %            | Voix        | %           |  |
| -------------- | ------------------ | -------------- | ------------ | ------------ | ----------- | ----------- |  |
|                | Pierre Lepage élu  | UNR-UDT        | 11 105       | 35,54        | 17 473      | 50,02       |  |
|                | Jacques Vigier     | PCF            | 5 209        | 16,67        | 9 761       | 27,94       |  |
|                | Raymond Villatte   | CNIP           | 4 851        | 15,53        | 7 697       | 22,03       |  |
|                | Robert Florent     | SFIO           | 3 156        | 10,1         | Retrait     | Retrait     |  |
|                | Pierre Souquès     | Radsoc         | 2 964        | 9,49         | Retrait     | Retrait     |  |
|                | Raymond Lefèvre    | Modérés        | 2 232        | 7,14         | Retrait     | Retrait     |  |
|                | Pierre de Beaumont | CR             | 1 727        | 5,53         | Retrait     | Retrait     |  |
|                |                    |                |              |              |             |             |  |
| Inscrits       | Inscrits           | Inscrits       | 53 979       | 100,00       | 53 975      | 100,00      |  |
| Abstentions    | Abstentions        | Abstentions    | 21 314       | 39,49        | 17 686      | 32,77       |  |
| Votants        | Votants            | Votants        | 32 665       | 60,51        | 36 289      | 67,23       |  |
| Blancs et nuls | Blancs et nuls     | Blancs et nuls | 1 421        | 4,35         | 1 358       | 3,74        |  |
| Exprimés       | Exprimés           | Exprimés       | 31 244       | 95,65        | 34 931      | 96,26       |  |

#### Troisième circonscription (Loches)
| Candidat       | Candidat              | Parti          | Premier tour | Premier tour | Second tour | Second tour |  |
| Candidat       | Candidat              | Parti          | Voix         | %            | Voix        | %           |  |
| -------------- | --------------------- | -------------- | ------------ | ------------ | ----------- | ----------- |  |
|                | Michel Debré          | UNR-UDT        | 15 588       | 41,56        | 20 712      | 46,67       |  |
|                | Fernand Berthouin élu | Radsoc         | 9 579        | 25,54        | 23 667      | 53,33       |  |
|                | Madeleine Boutard     | PCF            | 7 576        | 20,2         | Retrait     | Retrait     |  |
|                | Yves Le Garrec        | PSU            | 2 962        | 7,9          | Retrait     | Retrait     |  |
|                | Félix Corteggiani     | Extrême droite | 1 066        | 2,84         |             |             |  |
|                | Gabrielle Guimot      | Divers         | 735          | 1,96         |             |             |  |
|                |                       |                |              |              |             |             |  |
| Inscrits       | Inscrits              | Inscrits       | 58 412       | 100,00       | 58 399      | 100,00      |  |
| Abstentions    | Abstentions           | Abstentions    | 18 961       | 32,46        | 12 699      | 21,75       |  |
| Votants        | Votants               | Votants        | 39 451       | 67,54        | 45 700      | 78,25       |  |
| Blancs et nuls | Blancs et nuls        | Blancs et nuls | 1 945        | 4,93         | 1 321       | 2,89        |  |
| Exprimés       | Exprimés              | Exprimés       | 37 506       | 95,07        | 44 379      | 97,11       |  |

#### Quatrième circonscription (Chinon)
|                | André-Georges Voisin sortant réélu | UNR-UDT        | 21 303 | 58,72  |  |  |  |
|                | Robert Amirault                    | Radsoc         | 9 362  | 25,8   |  |  |  |
|                | Raoul Devillaire                   | PCF            | 5 615  | 15,48  |  |  |  |
|                |                                    |                |        |        |  |  |  |
| Inscrits       | Inscrits                           | Inscrits       | 59 467 | 100,00 |  |  |  |
| Abstentions    | Abstentions                        | Abstentions    | 21 645 | 36,4   |  |  |  |
| Votants        | Votants                            | Votants        | 37 822 | 63,6   |  |  |  |
| Blancs et nuls | Blancs et nuls                     | Blancs et nuls | 1 542  | 4,08   |  |  |  |
| Exprimés       | Exprimés                           | Exprimés       | 36 280 | 95,92  |  |  |  |